# Forchlorfenuron
Forchlorfenuron ist eine chemische Verbindung aus der Gruppe der Harnstoffderivate, Stickstoffheterocyclen, substituierten Phenole und organischen Chlorverbindungen, die als Wirkstoff in Pflanzenschutzmitteln verwendet wird. Heute wird sie von Alzchem hergestellt.

## Eigenschaften
Forchlorfenuron ist ein brennbarer weißer geruchloser Feststoff, welcher unlöslich in Wasser ist.

## Verwendung
Forchlorfenuron wirkt bei Pflanzen als Wachstumsregulator. Der Wirkstoff gehört zu den Cytokininen und damit zu den Phytohormonen.
Forchlorfenuron vergrößert die Fruchtgröße bei Kiwis, Tafeltrauben und Pfirsichen, erhöht den Fruchtansatz bei Melonen und Gurken und steigert den Ertrag von Tomaten, Reis und Getreide.
Bekanntheit erreichte der Wirkstoff 2011 durch einen Bericht im chinesischen Fernsehen über explodierende Wassermelonen, verursacht durch eine unsachgemäße Anwendung von Forchlorfenuron.

## Zulassung
In einigen Staaten der EU sind Pflanzenschutzmittel mit diesem Wirkstoff zugelassen, nicht jedoch in Deutschland, Österreich oder der Schweiz.